# 自治行政區劃

拥有自治行政區的主權國家一覽圖

自治行政區劃（中華人民共和國稱自治地方和高度自治）是国家政治制度的一種，常見於多民族、領土廣袤、或者高度權力下放的國家，属于地方分权的概念。世界上很多国家依据其政治制度，不同程度地在全境、局部地区实行自治行政區制度，如少数民族聚居地、邊疆地區等。在提升這些地方在政治上的自主權之外，同時也有降低分離主義的功能。
自治行政區可以是第一級地方政权，也可做為基層政權存在，例如自治区、自治省、自治州、自治市、自治縣等。現代國家的属地也是自治行政區的一種，具备高度自治的权力，並發展為有別於母國的政治实体。

## 各國實例

### 中華人民共和國

#### 少数民族聚居地区的民族区域自治
在中華人民共和國，少數民族聚居的地方實行民族區域自治:1381。中華人民共和国的“自治地方”包括自治区、自治州、自治县等地方自治的行政区，通常是指縣級以上的少數民族聚居區；而民族鄉并不屬于自治地方，而是作為少數民族聚居的一般地方政權。

#### 香港和澳門特别行政区的高度自治
中华人民共和国所設的特別行政區是一種特殊的行政區域，與自治区等相似但并不等同。特别行政区享有的高度自治权不是完全自治，也不是分权，而是中央人民政府授予的地方事务管理权。
全国人民代表大会常务委员会拥有香港基本法的解释权，对香港特别行政区行政长官产生办法和立法会产生办法修改的决定权，对香港特别行政区立法机关制定的法律的监督权，对香港特别行政区进入紧急状态的决定权，以及向香港特别行政区作出新授权的权力。全国人大常委会就曾通过解释基本法的方式为香港解决政治争议以及法律争议事務，但也同時引起爭議。

#### 中华人民共和国提出的中国统一后在台湾实行的高度自治
自1949年以來，海峽兩岸處於事實上的分治狀態。1981年，中华人民共和国领导人叶剑英在葉九條中首次明确提出设立台湾特别行政区。
中华人民共和国国务院新闻办公室于1993年8月发表的《台湾问题与中国的统一》白皮书提出“一国两制”台湾方案。
根据该方案，中国统一后，台湾将成为特别行政区。台湾特别行政区不同於中国其他一般省区，享有高度的自治权；它也不同于香港和澳门特别行政区，比如後者没有自己的军队。
具体而言，台湾特别行政区拥有在台湾的行政管理权、立法权、独立的司法权和终审权；党、政、军、经、财等事宜都自行管理；可以同外国签订商务、文化等协定，享有一定的外事权；有自己的军队，中央政府不派军队也不派行政人员驻台。特别行政区政府和台湾各界的代表人士还可以出任国家政权机构的领导职务，参与全国事务的管理。

### 西班牙
在經歷1970年代的民主轉型期後，基於部分地區在政治與文化上的獨立性，西班牙將全國劃分為數個自治區，實行高度的地方自治及行政自主。部份自治區常將其地方語言與西班牙語並列為官方語言，如擁有自己語言與文化的巴斯克、加泰罗尼亚和加利西亚。

### 前蘇聯國家
俄罗斯、烏克蘭、阿塞拜疆、格鲁吉亚和烏茲別克斯坦境内少数民族集中居住的地區设有自治共和国，如图瓦共和国、车臣共和国、克里米亞共和國等。

### 奧匈帝國
奧匈帝國由奧地利帝國和匈牙利王國組成，匈牙利王國在帝國領地以外，擁有自己的議會、政府和政黨，國王與奧地利皇帝為同一人。奧匈帝國內人口種族眾多，奧地利及匈牙利境內也各有自治王國/公國（如帝國領地中的波希米亞王國、加利西亞和洛多梅里亞王國及匈牙利王國內的克羅地亞-斯拉沃尼亞王國，經1868年克羅地亞匈牙利妥協協議產生）。

## 其他自治领土

### 王室属地
| 领土   | 主权国家 | 备注                                                                                       |
| ------ | -------- | ------------------------------------------------------------------------------------------ |
| 根西   | 英国     | 根西岛、马恩岛和泽西岛是自治皇家属地，不属于联合王国领土；不过，英国负责其国防和国际事务。 |
| 马恩岛 | 英国     | 根西岛、马恩岛和泽西岛是自治皇家属地，不属于联合王国领土；不过，英国负责其国防和国际事务。 |
| 澤西   | 英国     | 根西岛、马恩岛和泽西岛是自治皇家属地，不属于联合王国领土；不过，英国负责其国防和国际事务。 |

### 英国海外领土
| 领土                                | 主权国家 | 备注 |
| ----------------------------------- | -------- | ---- |
|                                     | 英国     |      |
| 百慕大                              |          |      |
| 英屬維爾京群島                      |          |      |
| 开曼群岛                            |          |      |
| 福克蘭群島                          |          |      |
| 直布罗陀                            |          |      |
|                                     |          |      |
| 皮特凯恩群岛                        |          |      |
| 圣赫勒拿、阿森松和特里斯坦-达库尼亚 |          |      |
|                                     |          |      |

直布罗陀是自治的英国的海外领土。其他13个英国海外领土中的大多数也通过地方立法机构拥有内部事务自治权。

### 荷兰王国构成国
| Division   | State    | Notes |
| ---------- | -------- | ----- |
| 阿鲁巴     | 荷兰王国 |       |
|            | 荷兰王国 |       |
| 荷屬聖馬丁 | 荷兰王国 |       |
| 荷蘭       | 荷兰王国 |       |

阿鲁巴、库拉索和荷属圣马丁是荷兰王国内的自治国家，各自拥有自己的议会。此外，它们在税收方面享有自治权，并拥有自己的货币。

### 法国海外集体、新喀里多尼亚和科西嘉
| 地区            | 主权国家 | 备注                       |
| --------------- | -------- | -------------------------- |
| 阿尔萨斯 (2021) | 法國     | 单一领土集体               |
| 科西嘉 (2018)   | 法國     | 单一领土集体               |
| 法属圭亚那      | 法國     | 海外省及大区、单一领土集体 |
| 瓜德罗普        | 法國     | 海外省及大区               |
| 马提尼克        | 法國     | 海外省及大区、单一领土集体 |
| 马约特          | 法國     | 海外省及大区               |
| 留尼汪          | 法國     | 海外省及大区               |
| 法屬玻里尼西亞  | 法國     | 海外集体                   |
|                 | 法國     | 海外集体                   |
| 法属圣马丁      | 法國     | 海外集体                   |
|                 | 法國     | 海外集体                   |
|                 | 法國     | 海外集体                   |
| 新喀里多尼亞    | 法國     | 海外集体                   |

《法国宪法》承认三个自治管辖区。科西嘉是法国大区，与大陆地区相比，在税收和教育等问题上享有更大程度的自治权。
新喀里多尼亚是一个sui generis集体，法属波利尼西亚是一个海外集体，是高度自治的领土，拥有自己的政府、立法机构、货币和宪法。然而，它们没有与法律、国防、边境管制或大学教育有关的政策领域的立法权。其他较小的海外集体通过地方立法机构拥有较低程度的自治权。
五个海外大区，即法属圭亚那、瓜德罗普岛、马提尼克岛、马约特岛和留尼汪岛，通常采用与大陆大区相同的治理方式，不过，它们享有一些额外的权力，包括权力下放地区的某些立法权。

### 新西兰海外领土
| 地区     | 主权国家 | 备注 |
| -------- | -------- | ---- |
| 庫克群島 | 新西兰   |      |
| 纽埃     | 新西兰   |      |
| 托克勞   | 新西兰   |      |

新西兰对三个太平洋岛屿保持名义上的主权。库克群岛和纽埃是与新西兰自由联合的自治国家，以自己的名义保持着一些国际关系。托克劳仍然是新西兰的一个自治属地。
查塔姆群岛位于新西兰群岛内；其议会不自治，拥有与其他地方议会大致相同的权力，但值得注意的是，它还可以对进出岛屿的货物征税。